# Roman Holowaschtschenko

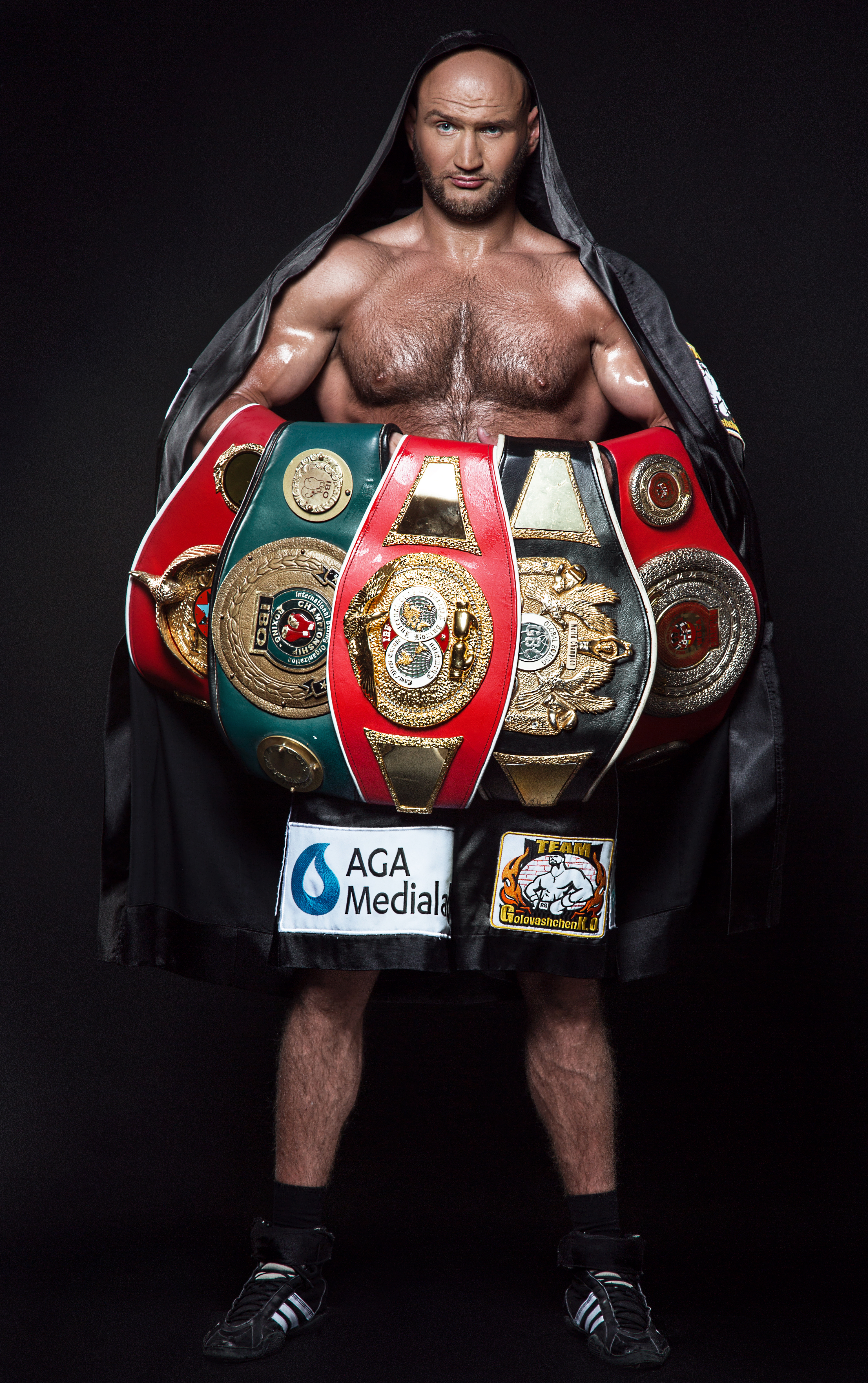
Roman Holowaschtschenko (2017)

Roman Holowaschtschenko (ukrainisch Роман Головащенко; * 16. Oktober 1987 in Nemyriw, Ukraine) ist ein ukrainischer Profiboxer im Cruisergewicht. 

## Karriere
Der Linksausleger debütierte im Jahr 2007. Er konnte seine ersten vier Kämpfe alle durch K. o. für sich entscheiden. In seinem fünften Fight musste er am 3. Oktober 2008 gegen Varol Vekiloglu seine erste und bisher einzige Niederlage hinnehmen; er verlor in einem auf 8 Runden angesetzten Kampf in der 5. Runde vorzeitig.
Im Jahre 2009 errang Holowaschtschenko mit einem Sieg über Frank Kary Roth den vakanten Weltmeistertitel des unbedeutenden Verbandes GBC sowie den ebenfalls vakanten internationalen Titel des ebenfalls unbedeutenden Verbandes IBO. Beide Gürtel verteidigte er im darauffolgenden Jahr in einem Kampf gegen Patrick Berger durch T.K.o. 
2016 bezwang er den Georgier Gogita Gorgiladze in Runde 9 durch technischen Knockout und eroberte dadurch den vakanten East/West Europe Title der IBF.
Im Mai 2017 trat Holowaschtschenko gegen Kai Kurzawa um den vakanten interkontinentalen Titel der IBO an und gewann bereits in Runde 2 durch T.K.o.